# Victor Dumbrăveanu
Victor Dumbrăveanu (n. 20 august 1946, Corlăteni, Bălți, RSSM - d. 4 decembrie, 2011, Chișinău ) a fost un prozator, publicist, eseist român originar din Basarabia, Maestru al Literaturii și membru al Uniunii Scriitorilor din R.Moldova și din România. S-a născut într-o familie de țărani, find primul copil în familie. Primele șapte clase le-a făcut în satul natal, apoi învață la Pelinia. A absolvit Universitatea de Stat din Moldova în 1968. A fost redactor la mai multe publicații: redactor-adjunct la ziarul „Tinerimea Moldovei” (1972-1977), redactor la revista "Moldova" (1977-1986 și 2006-2011), redactor-șef la revista bilingvă „Orizontul”/„Columna” (1986-1991), redactor al Agenției "Moldpresa" (1992-1995), redactor-șef al revistei "Știința" (1992-1995), redactor-șef adjunct la „Curierul de seară” (1992-1995), dar  . Activează în calitate de consilier al ministrului culturii al R.Moldova (1995-1997), dar și de consilier al președintelui Consiliului Coordonator al Audiovizualului (1997-2001). În calitate de scriitor, Victor Dumbrăveanu a debutat în 1975, cu placheta de povestiri „Insula de coral” . Din 2000 și până la deces a lucrat la ziarul municipal din Chișinău „Capitala” (Столица), îndeplinind mai multe funcții: redactor-șef adjunct, redactor-șef, director al ziarului. În ultimii ani a fost și redactor-șef al suplimentului „Monitorului de Chișinău”. 
Victor Dumbrăveanu a fost căsătorit cu Eugenia și a avut două fiice: Doina și Dumitra .

## Opera
- Culegeri de povestiri și nuvele:
- Insula de coral, Chișinău, 1975;
- Fratele, Chișinău, 1976;
- Strigătul de pe celălalt țărm al dragostei, Chișinău, 1977;
- File de adio, Chișinău, 1981, (reeditat în 2010);
- Minunile Meșterului Întrece-Timp, Chișinău, 1985;
- Vornicel la nunta badei, carte pentru copii, Chișinău, 1988, reeditată în 2012;
- Puștanii, Chișinăi, 1989;
- Galopul cailor de lut, Chișinău, 1991, reeditat în 2016;
- Trăim ultima dată, Chișinău, 2002;
- La Paris la neamuri (Jurnal), Chișinău, 2006;
- Goangele Dădiței, carte pentru copii, Chișinău, 2008;
- Lecția de amor, Chișinău, 2010;
- Plânsul jucăriilor stricate, carte pentru copii, Chișinău, 2010;
- Primăvara fără noi, Chișinău, 2010;
- Bezna albă,  editura "Lumina", Chișinău, 2011;
- Romane:
- Numește fericirea altfel, Chișinău, 1981, reeditat la editura „Cartier”, iulie 2020 (ediția a 2-a)
- File de adio, Chișinău, 1981, reeditat în 2010;
- Casa cu fața spre ispită, Chișinău, 1993;
- Îngerii de ceață (romanul unui licean singuratic), 2008;
- Pasărea din noi, Chișinău, 1987; Păunița sau pasărea din noi, reeditat în 2009;
- Iubirea noastră-i ca și ura, editura „Cartier”, 2015.
- Publicistică și eseuri:
- Orele de dimineață, Chișinău, 1978;
- Trenul ce aduce primăverile, Chișinău, 1980;
- Plecăciune în fața izvorului, Chișinău, 1983;
- Dor de casă, Chișinău, 1989.